# Ибан (народ)
Ибани или Морски Дајаци, Приморски Дајаци (на свом језику Iban bermaksud orang atau manusia), су грана Дајака који живе на Борнеу. Већина Ибана живе у малајској држави Саравак. Ибана има укупно око 1.052.400, од тога 745.400 у Малезији (углавном Саравак), 287.000 у Индонезији и 20.000 у Брунеју. Говоре ибанским језиком, који спада у ширесеверноборнејску подгрупу малајско-полинезијске групе аустронезијске породице језика. Ибански језик је највише сродан језицима Борнеа.

## Етимологија
Верује се да је термин Ибан првобитно био егзоним који су користили Кајани, који су - када су у почетку ступили у контакт с њима - називали морске Дајаке у подручју горњег тока реке Рајанг Хиванима (енгл. Hivan).

## Регионалне групе
Иако ибанци углавном говоре различитим дијалектима који су међусобно разумљиви, могу се поделити у различите гране које су назване према географским областима у којима бораве.
Ибанци се, пре свега, деле на седам различитих група.
- Себујци, подгрупа Ибанаца која живи у регионима Лунду и Самарахан;
- Ремунци, који живе у округу Серијан;
- Балојци, чије је порекло Шри Аман;
- Сариби, који живе у градовима Бетонг, Сараток и деловима Сарикеја;
- Раџанг Ибанци, који живе у подручју које се простире од града Сарикеј до града Мири.
- Лубок Анту Ибанци
- Ундуп Ибанци

У западном Калимантану (Индонезија) Ибанци су још разноликији. Индонежанске подгрупе Канту, Аир Табун, Семберуанг, Себару, Бугау, Муаланг и многе друге групе антрополози су класификовали као Ибанце. Они могу бити повезани са Ибанцима било дијалекатским културним обичајима или ритуалима.

## Религија
Ибанци су већином хришћани, утицајем британских мисионара, док су неки сачували традиционална веровања. Мањи број њих је прихватио и ислам. Према попису из 2010. године у Малезији, око 76,3% Ибанаца се изјаснило да су хришћанске вере, а 13,7% се изјаснило као анимисти.